# Leucocelis diversiventris
Leucocelis diversiventris är en skalbaggsart som beskrevs av Moser 1913. Leucocelis diversiventris ingår i släktet Leucocelis och familjen Cetoniidae. Inga underarter finns listade i Catalogue of Life.